# Ясмин Мешанович
Ясмин Мешанович (босн. Jasmin Mešanović, нар. 21 червня 1992, Тузла) — боснійський футболіст, нападник клубу «Марибор».
Виступав, зокрема, за клуби «Слобода» (Тузла) та «Осієк», а також національну збірну Боснії і Герцеговини.

## Клубна кар'єра
У дорослому футболі дебютував у віці 18 років у квітні 2010 року виступами за «Слободу» (Тузла). В тому сезоні той матч так і залишився єдиним для гравця, а основним він став лише у сезоні 2011/12, взявши участь у 25 матчах чемпіонату, в яких забив 5 голів, проте клуб зайняв 15 місце і вилетів з вищого дивізіону.
Протягом 2012—2014 років захищав кольори іншого клубу вищого боснійського дивізіону клубу «Челік» (Зеніца).
Своєю грою за останню команду привернув увагу представників тренерського штабу хорватського «Осієка», до складу якого приєднався в липні 2014 року. Відіграв за команду з Осієка наступний сезон своєї ігрової кар'єри, взявши участь у 28 матчах чемпіонату, після чого повернувся на батьківщину і протягом 2015—2017 років виступав за «Зріньскі», з яким у обох сезонах виграв національний чемпіонат.
У червні 2017 року на правах вільного агента підписав трирічну угоду зі словенським «Марибором». Станом на 2 січня 2018 року відіграв за команду з Марибора 17 матчів в національному чемпіонаті.

## Виступи за збірні
Протягом 2011—2014 років залучався до складу молодіжної збірної Боснії і Герцеговини. На молодіжному рівні зіграв у 14 офіційних матчах, забив 3 голи.
16 грудня 2011 року дебютував в офіційних матчах у складі національної збірної Боснії і Герцеговини в товариській грі проти збірної Польщі (0:1), вийшовши на заміну у другому таймі.

## Досягнення
- Чемпіон Боснії і Герцеговини (2): 2015/16, 2016/17
- Чемпіон Словенії (1): 2018/19
- Володар Кубка Боснії і Герцеговини (1): 2020/21